# Contracultura

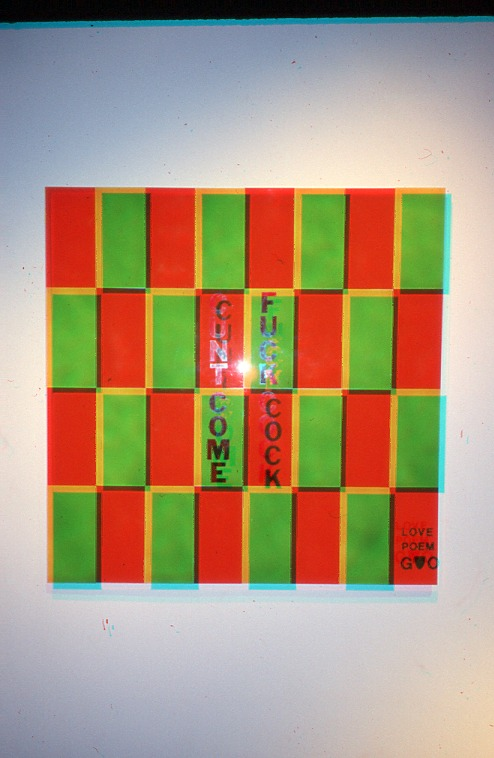
Instal·lació contracultural, anys 80

Contracultura és un moviment sociològic organitzat i visible l'acció i els valors del qual contrasten amb els d'una normativa establerta dins d'una societat.
La paraula té dos sentits: d'una banda, constitueix una ofensiva contra la cultura (oficial: cànonica del sistema); per l'altra, una "cultura en contra" que roman (com a mínim en un primer moment) al marge del mercat i els mitjans de formació de masses, en l'underground. Es tracta doncs de manifestacions culturals que es presenten com a alternativa a la cultura predominant, generalment preservades i transmeses per petits grups socials sovint marginals.
En són exemples el Romanticisme del segle xix, la bohèmia (cultura) que s'inicia en el segle xix i dura fins avui, la Generació beat nord-americana dels anys cinquanta, els moviments contraculturals dels seixanta, influïts per la Generació beat, i el moviment punk de finals dels setanta fins avui.

## Història

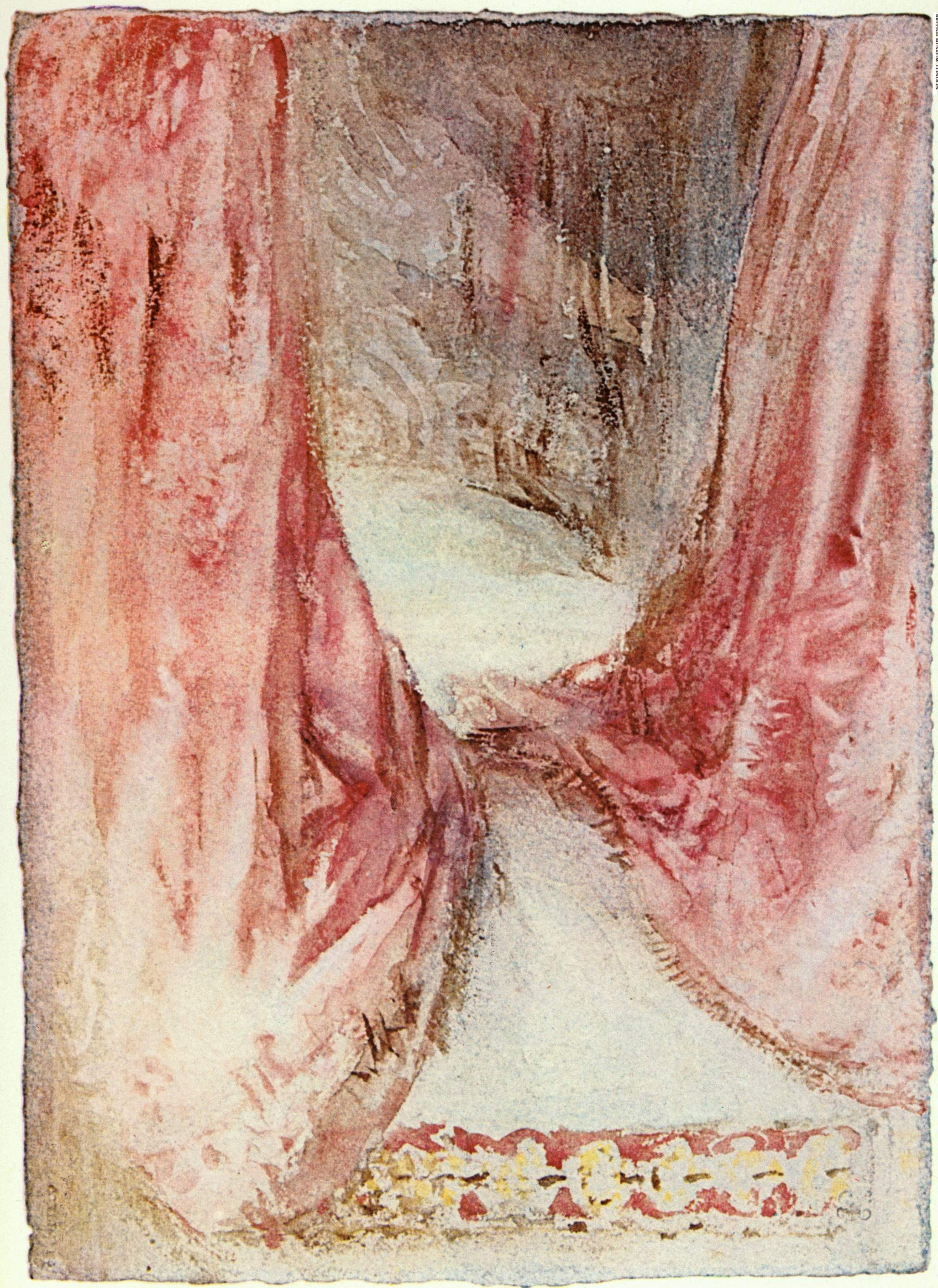
Aquarel·la contracultural

### Anys 50 i 60 del segle XX

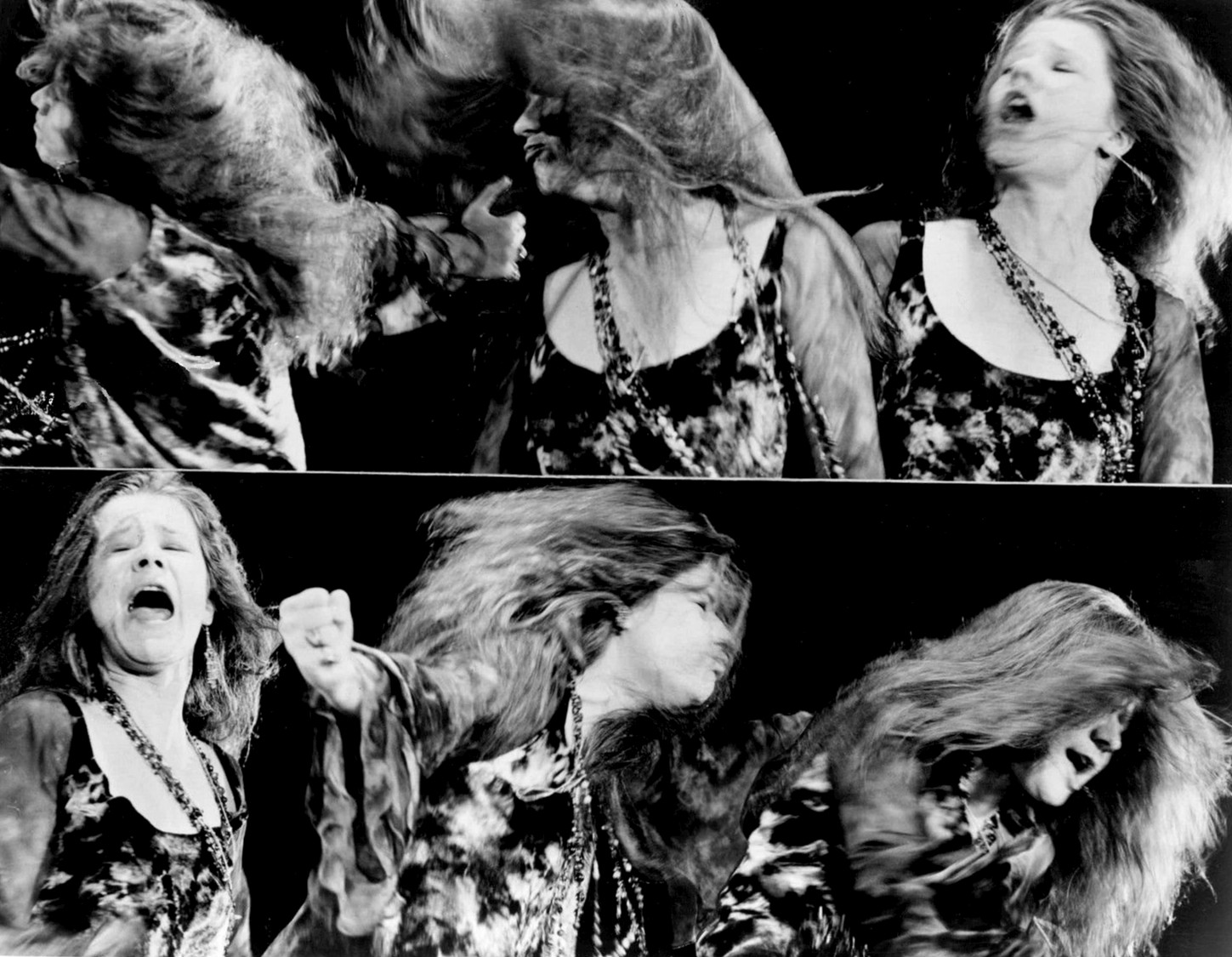
Janis Joplin a la televisió, anys 60

Els grans iniciadors de la revolució contracultural als anys 50 i 60 del segle XX foren els beatniks: Allen Ginsberg, Jack Kerouac i William S. Burroughs, creadors de la identitat inconformista i en acabat fonaments del moviment hippie. En la segona meitat dels seixanta Timothy Leary, Ken Kesey, Alan Watts i Norman O. Brown, entre d'altres, desenvoluparen la teoria i praxis contracultural. La cantant de blues Janis Joplin va ser el símbol de la contracultura dels anys 60. Jimi Hendrix i Jim Morrison van morir molt joves i s'erigiren en mites de la contracultura.
El músic Bono va afirmar que ells veien les coses d'una manera diferent. <<Els sistemes jeràrquics de la Costa Est -va dir-, d'Anglaterra, Alemanya o Japó no afavoreixen aquest tipus de pensament. Els anys seixanta van crear una mentalitat anàrquica que resulta fantàstica per imaginar un món que encara no existeix>>.
Als inicis del món cibernètic els hippies van veure els ordinadors com una eina de control polític orwelliana, encarregada de prendre llibertat, tant, que l'advertència de les fitxes perforades d'aquella època, <<No doblegar, perforar o mutilar>> va ser utilitzat pels pacifistes amb certa ironia.

### Algunes tribus urbanes dels 70

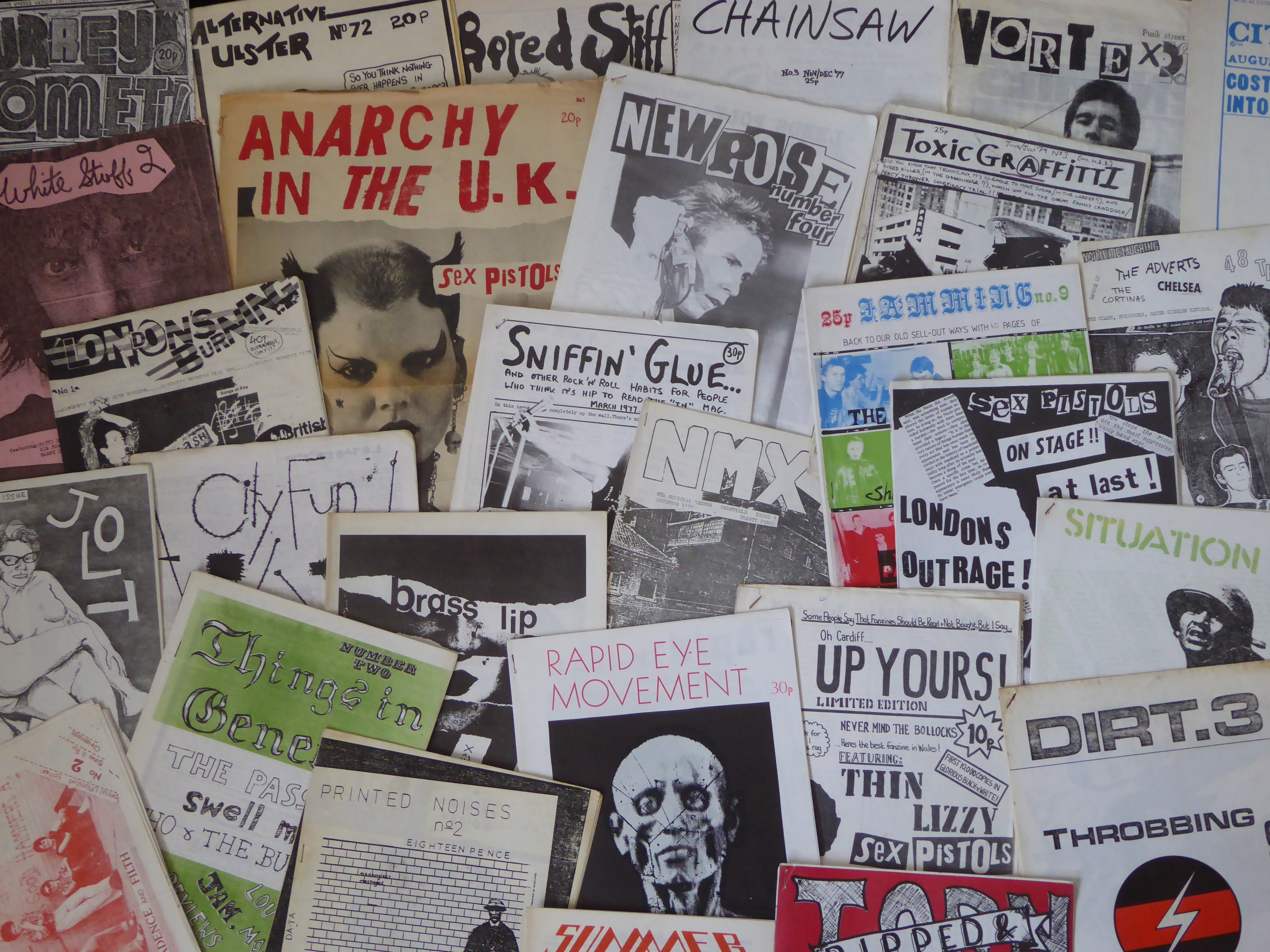
Fanzins contraculturals dels anys 70

En acostar-se els anys 70, la relació amb l'ús com a usuari final d'un ordinador es va començar a relacionar amb l'expressió individual. Timothy Leary va arribar a afirmar que l'ús dels ordinadors personals s'havia convertit en el nou LSD. Als 60 i 70 el moviment hippy es solapava amb d'altres, com els geeks, persones interessades alhora per les matemàtiques, l'electrònica i l'LSD, a més d'altres substàncies i corrents de pensament com el budisme zen. Stewart Brand va organitzar el Trips Festival, un esdeveniment musical relacionat explícitament amb les drogues psicodèliques i va animar als partícips a unir-se amb els furoners per aconseguir un objectiu comú: <<La major part de la nostra generació menyspreava els ordinadors perquè els considerava la representació del control centralitzat. Tot i així, un petit grup (al qual després denominarien hackers) va acceptar els ordinadors i es va disposar a transformar-los en eines d'alliberament>>.